# Rubin Colwill
Rubin James Colwill (Neath, 2002. április 27. –) walesi válogatott labdarúgó, a Cardiff City játékosa.

## Pályafutása

### Klubcsapatokban
2010-ben csatlakozott a Cardiff City akadémiájához. 2021. február 13-án a Coventry City ellen debütált a mérkőzés végén csereként. Másnap Isaak Daviesszel aláírták a klubbal az első profi szerződésüket. Szeptember 12-én első két bajnoki gólját szerezte meg a Nottingham Forest ellen 2–1-re megnyert találkozón.

### A válogatottban
Többszörös korosztályos válogatott. 2021. május 30-án bekerült az Európa-bajnokság keretébe, annak ellenére, hogy nem rendelkezett ekkor még felnőtt válogatottsággal. Június 2-án Franciaország elleni barátságos mérkőzésen mutatkozott be a 83. percben Joe Morrell cseréjeként 2022. március 29-én Csehország ellen megszerezte első gólját. A 2022-es labdarúgó-világbajnokságon is részt vett.